# Општина Кокора (Јаломица)
Кокора (рум. Cocora) општина је у Румунији у округу Јаломица.
Oпштина се налази на надморској висини од 52 m.